# SN 2010et
SN 2010et – supernowa odkryta 16 czerwca 2010 roku w galaktyce A171654+3133. W momencie odkrycia miała maksymalną jasność 19,10m.